# Жан Топар
Жан Топар, фр. Jean Topart (* 13 квітня 1922, Париж — †29 грудня 2012, Ле-Пор-Марлі) — французький актор театру і кіно.
Виконав понад 60 ролей у кіно і на телебаченні. Відомий, зокрема, за роллю пана Бур'є у фільмі «Анжеліка — маркіза ангелів», що вийшов у 1964 році та є екранізацією роману Анни і Сержа Голон.
Також грав у таких фільмах як «Дядя Ваня», «Рокамболь», «Курча під оцтом» і «Холодний піт».

## Фільмографія
- 1967 — Ви не все сказали, мосьє Фарран / Le Soleil des voyous — мосьє Анрі